# اولچیت

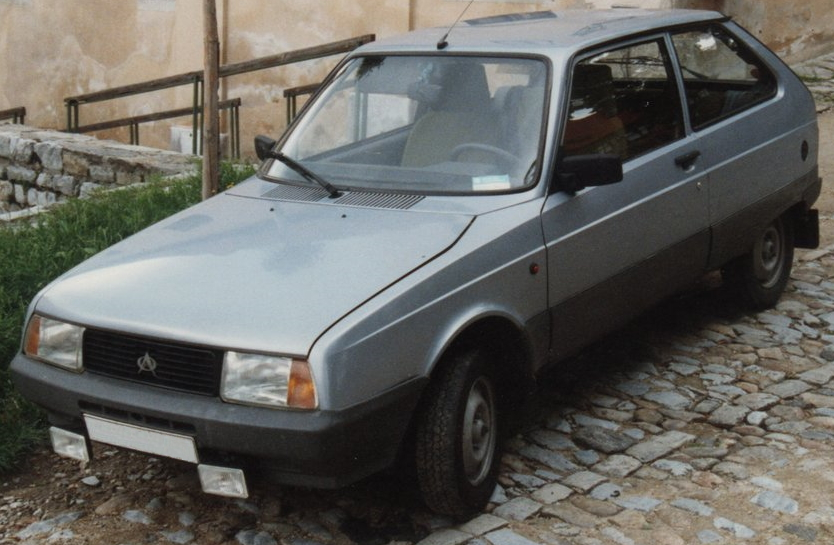

اولچیت (به رومانیایی: Oltcit) شرکت خودروسازی رومانیایی است، که با مشارکت انتفاعی دولت رومانی (۶۴٪) و شرکت خودروسازی سیتروئن (۳۶٪) راه‌اندازی شد.
این شرکت در فاصله سال‌های ۱۹۷۶ تا ۱۹۹۱ فعالیت نمود. تولیدات این شرکت شامل: اولچیت اسپیشال، اولچیت کلاب، سیتروئن اکسل و اولچیت کلاب ۱۲ سی‌اس می‌باشد.